# 39/Smooth
39/Smooth er Green Days debutalbum udgivet i 1990 på Lookout! Records.

## Spor
Alle sange skrevet og komponeret af Billie Joe Armstrong, Mike Dirnt og John Kiffmeyer, med undtagelse ved noteret. 
| Nr.           | Titel                                      | Længde |
| ------------- | ------------------------------------------ | ------ |
| 1.            | "At the Library"                           | 2:28   |
| 2.            | "Don't Leave Me"                           | 2:39   |
| 3.            | "I Was There" (lyrik skrevet af Kiffmeyer) | 3:36   |
| 4.            | "Disappearing Boy"                         | 2:52   |
| 5.            | "Green Day"                                | 3:29   |
| 6.            | "Going to Pasalacqua"                      | 3:30   |
| 7.            | "16"                                       | 3:24   |
| 8.            | "Road to Acceptance"                       | 3:35   |
| 9.            | "Rest"                                     | 3:05   |
| 10.           | "The Judge's Daughter"                     | 2:34   |
| Total længde: | Total længde:                              | 31:12  |